# Bojkot
Bojkot je organizirani gospodarski, društveni ili politički pritisak ili prisila prema kojoj je osoba, poduzeće ili zemlja isključena iz redovnog poslovanja. 
Danas je općenito bojkot označava i kolektivno odbijanje nekih usluga ili proizvoda.
Obično se odnosi na područje ekonomije kroz ne-kupovanje određenih proizvoda ili usluga.

## Povijest
Ime bojkot dolazi od imena engleskog menadžera u Irskoj Charles Boycott, koji je zbog svojih metoda 1880. godine postao omražen među poljoprivrednicima.

## Pravni aspekt i korištenje bojkota danas
Danas je bojkot u mnogim zemljama legitimno sredstvo za postizanje ciljeva, ali je općenito zakonski ograničen i ne može se primjenjivati na svim prodručjima.

## Povezani clanci
- Bostonska čajanka